# هارولد بنجامين
هارولد بنجامين (13 أبريل 1892 - 7 أغسطس 1942) (بالإنجليزية: Harold Benjamin)‏ هو لاعب كريكت بريطاني (وحمل سابقاً جنسية المملكة المتحدة لبريطانيا العظمى وأيرلندا).

## وصلات خارجية
- هارولد بنجامين على موقع إي آس بي آن كريك إنفو (الإنجليزية)